# First Division 1997-1998 (Irlanda)
Fu la tredicesima stagione della League of Ireland First Division e vennero promosse le prime due squadre qualificate ovvero: il Waterford United F.C. e il Bray Wanderers A.F.C..

## First Division
| Pos. | Squadra                | Pt | G  | V  | N  | P  | GF | GS | DR  |
| ---- | ---------------------- | -- | -- | -- | -- | -- | -- | -- | --- |
| 1    | Waterford United F.C.  | 60 | 27 | 18 | 6  | 3  | 35 | 17 | +18 |
| 2    | Bray Wanderers A.F.C.  | 54 | 27 | 17 | 3  | 7  | 51 | 21 | +30 |
| 3    | Limerick F.C.          | 50 | 27 | 14 | 8  | 5  | 41 | 25 | +16 |
| 4    | Galway United F.C.     | 43 | 27 | 13 | 4  | 10 | 38 | 29 | +9  |
| 5    | Home Farm Everton F.C. | 38 | 27 | 9  | 11 | 7  | 28 | 22 | +6  |
| 6    | Cobh Ramblers F.C.     | 35 | 27 | 10 | 5  | 12 | 32 | 41 | -9  |
| 7    | Athlone Town A.F.C.    | 31 | 27 | 8  | 7  | 12 | 31 | 37 | -6  |
| 8    | St Francis F.C.        | 29 | 27 | 7  | 8  | 12 | 29 | 40 | -11 |
| 9    | Monaghan United F.C.   | 22 | 27 | 6  | 4  | 17 | 26 | 44 | -18 |
| 10   | Longford Town F.C.     | 12 | 27 | 2  | 6  | 19 | 12 | 47 | -35 |

G = Partite giocate; V = Vittorie; N = Nulle/Pareggi; P = Perse; GF = Goal fatti; GS = Goal subiti; DR = Differenza reti;